# Grażyna Trzeciak
Grażyna Barbara Trzeciak (ur. 1954 w Krakowie, zm. 30 sierpnia 2021) – polska nauczycielka, działaczka opozycji w okresie PRL. 

## Życiorys
Studiowała etnografię na Uniwersytecie Jagiellońskim. Związała się z krakowskim dominikańskim duszpasterstwem akademickim „Beczka”. Po wprowadzeniu stanu wojennego kierowała w latach 1981–1984 Punktem Pomocy Charytatywnej dla Rodzin Osób Internowanych i Aresztowanych przy klasztorze dominikanów. Organizowała transporty darów z państw zachodnich i zajmowała się ich dystrybucją. Do przejścia na emeryturę w 2019 pracowała jako nauczycielka języka niemieckiego w Zespole Szkół im. ks. Józefa Tischnera w Dobczycach. Organizowała szkolne obchody Światowego Dnia Pokoju.
W 2021 została pośmiertnie odznaczona Krzyżem Wolności i Solidarności oraz Krzyżem Oficerskim Orderu Odrodzenia Polski.
Zmarła na chorobę nowotworową. Pochowana na cmentarzu Rakowickim w Krakowie.